# Ave Maria (Maria Carta)
Ave Maria è un album di Maria Carta, pubblicato nel 1975 dalla RCA Italiana. È una raccola di canti tradizionali sardi e del repertorio del Cantu a chiterra. Nel disco è accompagnata da Aldo Cabizza alla chitarra, inoltre nella Filonzana è accompagnata da Peppino Pippia alla fisarmonica e nel Deus ti salvet Maria da Luciano Michelini all'organo.
Sulla copertina vi è una nota introduttiva di Ennio Morricone.

## Tracce

### Lato A
1. Ave Maria - (Deus ti salvet Maria) Bonaventura Licheri, gosos, 4:20
2. Re Do - (Cantu in re) 2:36
3. Sa Filonzana - (La Filognana, canto di origine gallurese) 2:54
4. Fa Diesis - (Su Fa diesis lingua sarda logudorese) 3:32

### Lato B
1. Ninna nanna - (Ninna nanna parte in logudorese e parte in lingua gallurese)  4:45
2. Gallurese - (Trallallera in gallurese), 3:33
3. Dillu -  (Canto logudorese), 1:34
4. Mi e La - (Canto originario della Planargia in  logudorese), 2:03
5. Ballo Logudorese - (Dillu), 2:54